# Pierna creciente, falda menguante
Pierna creciente, falda menguante es una película cómica y musical española estrenada en 1970, dirigida por Javier Aguirre y protagonizada por Laura Valenzuela, Fernando Fernán Gómez y Emma Cohen.
En los premios del Sindicato Nacional del Espectáculo de 1970, Emma Cohen fue galardonada con el premio a la mejor actriz secundaria por su papel en el film.

## Sinopsis
En 1916, cuando Europa estaba en plena Primera Guerra Mundial, España disfrutaba de las ventajas de ser un país neutral. Una de ellas era el poder disfrutar del erotismo y la magia de los cabarets. La cupletista Rosario 'La Criollita' es una de las estrellas de un cabaret de San Sebastián. De ella están encaprichados duques y marqueses. Pero el senador Daroca se enamora ciegamente de la cantante. Años más tarde, el senador debe desplazarse a Madrid, donde conocerá a otra chica, Lupe Cardoso. Se trata de una estrella del charlestón que es tan moderna e inconsciente que prefiere la licenciatura en ciencias químicas a las joyas que le regala Daroca.

## Reparto
- Laura Valenzuela como Guadalupe Cardoso 'Lupe'
- Fernando Fernán Gómez como	Amadeo - Duque de Daroca
- Emma Cohen como Rosario 'La criollita'
- Isabel Garcés como Doña Ramona, madre de la 'Lupe'
- José Sacristán como Aníbal Trijueque
- Manuel Gil como Raúl - Marqués de Corbina
- Enriqueta Carballeira como	Carolina
- Elena María Tejeiro como Clarita Pérez-López y Pérez-López - Baronesa del Bierzo
- Jaime de Mora y Aragón como Pepe Bierzo - Barón del Bierzo
- Mayrata O'Wisiedo como Duquesa de Daroca
- Álvaro de Luna como	Alberto García del Chaparral
- Laly Soldevila como Rosa Ortega 'La Bella Orteguita'
- Lola Gaos como	Doña Úrsula
- José Jaspe como Don Hilario Peralejo
- Manuel Alexandre como	Señorito ligón
- Barta Barri como Wilhelm von Krautel
- Blaki como Diego Ramírez
- Pilar Gómez Ferrer como Madre de Rosario
- Santiago Rivero como Don Luis - el Ministro
- José Franco como Profesor de química
- Joaquín Pamplona
- María Elena Arpón como Criada de Lupe
- María Elena Flores como Party-girl
- Beni Deus
- Adriano Domínguez
- Manuel Díaz Velasco
- Yolanda Ríos
- Ketty de la Cámara
- José García Calderón
- Fabián Conde
- José Manuel Cervino como Hombre de la barra del bar
- Lone Fleming
- Manolo Gómez Bur como Hombre con casco de buzo
- Simón Ramírez Fernández como Narrador